# Костромская губернская учёная архивная комиссия
Костромская губернская учёная архивная комиссия — научное историческое и краеведческое общество в Российской империи.

## История деятельности
Была пятой по счёту комиссией среди губернских архивных комиссий — после, открытых в 1884 году, Орловской, Тамбовской, Тверской и Рязанской; её официальное открытие состоялось 6 (18) июля 1885 года.
Первым председателем комиссии был избран Д. Н. Трандафилов, правителем дел — В. Г. Пирогов. На этом же собрании в докладе И. В. Миловидова были обозначены задачи созданной организации: разбор архивов местных присутственных учреждений и монастырских архивов; исследование исторических памятников, находящихся в частных руках; археологические раскопки городищ и курганов; создание при комиссии музеев древностей. Н. В. Покровский указав на неразрывную связь художественных памятников Костромы с памятниками Московской Руси XVI—XVII веков, призвал к деятельности по всесторонним исследованиям памятников архитектуры, живописи и этнографии костромского края. 
Трандафилов вскоре уехал из Костромы и комиссия долгое время оставалась без руководителя; кроме того, несмотря на «попечительство»  губернатора В. В. Калачова, она не имела своего постоянного помещения и денежных средств (в 1890 году министерство юстиции выделило на нужды комиссии всего 200 рублей). После избрания в марте 1891 года почётным членом и председателем комиссии Н. Н. Селифонтова, было получено постоянное помещение в Доме дворянского собрания, а губернское земство назначило ей ежегодную субсидию в 500 рублей. Для редактирования предполагаемых к изданию трудов и заключений по просмотренным архивным делам учреждений был создан особый совещательный орган — Совет комиссии в составе председателя и шести членов. С 1890 года комиссия издавала сборник «Костромская Старина». На заседании Совета 15 мая 1892 года было официально объявлено об учреждении при комиссии архива, музея и библиотеки. К 1892 году число собранных членами комиссии рукописей превысило 4 тысячи; в частности, были получены рукописи XVII—XVIII веков; к 1895 году число дел XVI-XIX веков в архиве достигло уже 7 тысячи, причём большая часть была получена из дворянских усадеб. В библиотеке к этому времени значилось до 800 томов книг, а музей располагал 400 предметами старины; кроме того, имелась нумизматическая коллекция в 2 тысячи монет. К 1901 году число дел достигло 30 тысяч; наиболее ценным поступлением был архив бывшей Большесольской посадской избы и ратуши (более 5 тыс. дел XVII — середины XVIII веков), о котором в заседании комиссии 16 сентября 1897 года было сказано следующее: «Приобретение это чрезвычайно важно в научном отношении: если бы за 12 лет своего существования ГУАК ничего существенного не сделала для истории края, то одно только спасение от гибели этого архива оправдало бы ее основание».
При комиссии были созданы церковно-археологический и романовский (1913) отделы.
Правитель дел Нижегородской ГУАК В. И. Снежневский сообщал о Костромской губернской архивной комиссии: «Ни одна комиссия не обладает таким богатым собранием частных архивов».
К концу XIX века комиссия добилась такого финансового благополучия, что в ежегодном обзоре о деятельности ГУАК России Археологического института Костромская комиссия, наряду с Рязанской, была названа одной из самых богатых; бюджет комиссии составил в 1898 году 5640 рублей. 

## Председатели комиссии
- 1885—?: Д. Н. Трандафилов
- 1891—1900: Н. Н. Селифонтов
- 1908: П. А. Ильинский

## Члены комиссии
К 1888 году в комиссии было 23 члена, но уже к 1892 году их число возросло до 72, к 1895 году — до 117, а к 1904 году — до 301 человека.
В составе комиссии были представлены все слои тогдашнего провинциального общества: помещики (не состоявшие на государственной службе), чиновники, земские начальники, становые приставы, чины полиции, лица духовного звания, служащие по выборам в земских и городских учреждениях, преподаватели учебных заведений, врачи, инженеры, юристы, купцы, фабриканты, сотрудники местной прессы и т.д. Естественно, среди членов комиссии было много формальных. Их попадание в списки членов объяснялось случайным посещением 2-3 заседаний комиссии либо пожертвованием в музей или архив каких-либо документов, книг, монет и т.п. Также, достаточно многочисленную группу членов комиссии составляла губернская аристократия.